# Diego Castro Jiménez
Diego Castro (Pontevedra, 2 de juliol de 1982) és un futbolista gallec, que ocupa la posició de migcampista i juga actualment pel club australià Perth Glory FC.

## Trajectòria esportiva
Format al Pontevedra CF, el 2003 fitxa pel Màlaga CF, que l'incorpora al seu equip filial, per aquella època a la Segona Divisió. Arribaria a debutar a la màxima categoria amb el primer equip andalús, en dos partits de la temporada 05/06.
L'estiu del 2006 els dos equips del Málaga perden la seua respectiva categoria, i el migcampista recala a l'Sporting de Gijón, amb qui ascendeix a primera divisió el 2008.
Al juny del 2011 va fitxar pel Getafe CF per quatre temporades, amb l'objectiu d'aconseguir algun títol.